# Cyrtaulon
Cyrtaulon is een geslacht van sponsdieren uit de klasse van de Hexactinellida.

## Soorten
- Cyrtaulon sigsbeei (Schmidt, 1880)
- Cyrtaulon solutus Schulze, 1886